# 南三陸號列車
南三陸（日语： Minami-Sanriku */?）號列車是由東日本旅客鐵道（JR東日本）營運，行走於仙台站至氣仙沼站之間的快速列車，途經東北本線、石卷線和氣仙沼線。

## 概要
「南三陸」是連接仙台與氣仙沼地區之間唯一直通的定期列車。但是由於發生東日本大地震，使大部分行走區間均不能通行，此站列車需要暫停服務。在數個月後的時間表更沒有記述有關班次，隨後沒有重開有關班次。後來，隨著氣仙沼線大部分區間（柳津站以北）轉為BRT（初時為臨時替代服務，後來鐵路線廢除後永久化），自此再不可能設有相關的直通列車班次。

## 運行概況
在上午和下午合共設有2個往返班次（1至4號）。1、4號於平日時，全車為自由席。1、4號於星期六及假日時，以及2、3號所有日子均連結指定席車廂。
在御盆節與年尾年初時期，會開設加班列車「南三陸81、82號」。

### 停車站
仙台站 - 小牛田站 - 涌谷站 - 前谷地站 - 陸前豐里站 - 柳津站 - 志津川站 - 歌津站 - 本吉站 - （大谷海岸站） - （陸前階上站） - 南氣仙沼站 - （不動之澤站） - 氣仙沼站
在2001年11月30日前，「南三陸」曾經設有於盛站到發的班次。在這些班次。於大船渡線區間的停車站方面，「南三陸3號」在氣仙沼站至盛站之間各站停車，「南三陸2號」的停車站順序為盛站 → 大船渡站 → （後來加停細浦站） → 小友站 → 陸前高田站 → 鹿折唐桑站 → 氣仙沼站。另外，曾經「南三陸」1和4號於東北本線內設有停車站（包括鹽釜站、松島站和鹿島台站）。

## 使用車輛

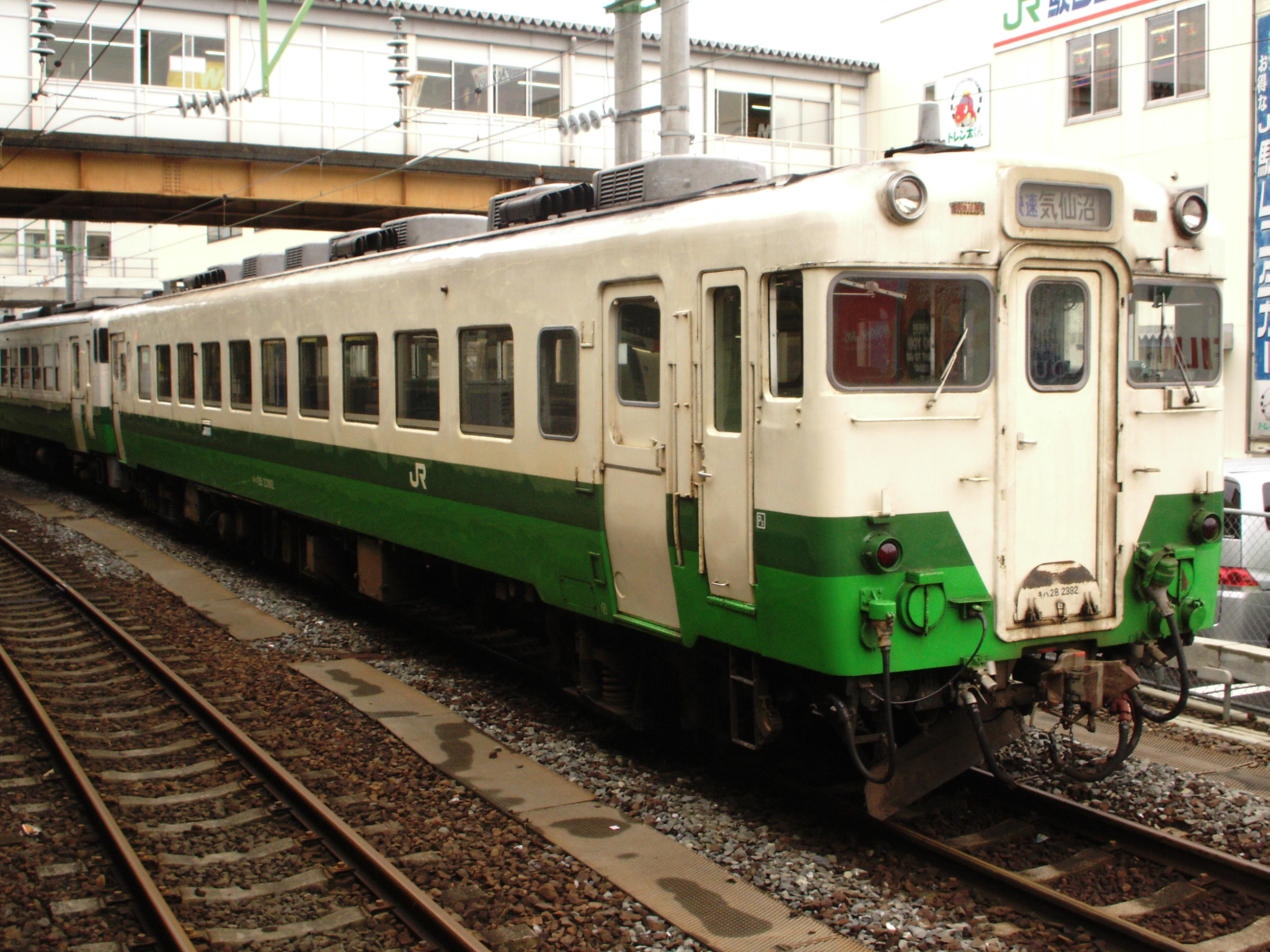
KiHa28 2392（已經退役）

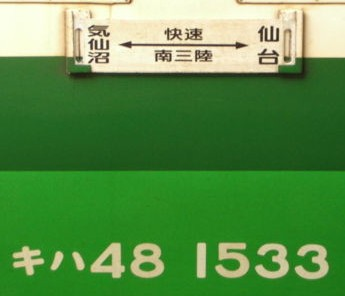
路線牌

南三陸1、4號的1號車廂（自由席）中，配備了指定席專用的躺椅。主要於假日，2、3號班次會增加1卡指定席車廂，在晩年全年均只有1卡指定席車廂。
- 南三陸2、3號
  - 使用小牛田運輸區（日语：小牛田運輸区）所屬的KiHa110系柴油列車，以4卡編成行走。
1 - 3號車廂是自由席（100番台，半橫置座位車輛），4號車是指定席（0番台，躺椅車輛）。
- 南三陸1、4號
  - 使用小牛田運輸區所屬的KiHa110型柴油列車，平日以3卡，星期六及假日以4卡編成行走。
全車自由席。靠近氣仙沼一方的1卡車廂為連結0番台（躺椅車輛）。
其他車廂為100番台的半橫置座位車輛。在極少數情況下，會連結於陸羽東線、陸羽西線上行走的200番台。
4號會在小牛田站靠近仙台一方增結1（星期六及假日）至2（平日）卡車廂。使小牛田站至仙台站之間最多5卡行走。
在多客時期會連結指定席車廂。這個情況下，0番台會變為指定席車廂，同時沒有自由席車廂使用0番台。
- 南三陸81、82号
  - 使用小牛田運輸區所屬KiHa40、48形柴油列車以2卡編成行走。
  - 全車自由席。

- 使用車輛的變遷
  - 1992年3月13日前使用KiHa52形（日语：国鉄キハ20系気動車）、KiHa23形（日语：国鉄キハ45系気動車）和KiHa40、48形柴油列車
  - 1999年
    - 12月3日前使用KiHa28、58形柴油列車（日语：国鉄キハ58系気動車）（增結車輛會是KiHa40形或KiHa23形）
    - 12月4日起使用KiHa28、58形柴油列車與KiHa40、48形柴油列車

  - 2007年
    - 3月18日起，1、4號改用KiHa110形
    - 7月1日起，2、3號改用KiHa110形

## 歷史
- 1986年（昭和61年）11月1日 - 實施時間表修正，開設行走於仙台站至氣仙沼站之間的快速列車（沒有愛稱），當時設有2個往返班次[1]。
3925D 仙台站7時47分→氣仙沼站10時47分
3933D 仙台站16時32分→氣仙沼站19時27分
3926D 氣仙沼站7時12分→仙台站10時16分
3932D 氣仙沼站14時06分→仙台站17時26分
  - 停車站
    - 仙台站 - 鹽釜站 - 松島站 - 鹿島台站 - 小牛田站 - （上涌谷站／只有3932D班次停靠） - 涌谷站 - 前谷地站 - （氣仙沼線內各站停車） - 氣仙沼站
- 1988年（昭和63年）3月13日 - 快速列車「南三陸」開始運輸。
- 1990年（平成2年）
  - 3月10日 - 「南三陸2、3號」開始駛入至大船渡線盛站。「南三陸2、3號」的停車站包括：小牛田、涌谷、前谷地、陸前豐里、柳津、志津川、歌津、本吉、陸前階上、南氣仙沼。「南三陸1、4號」的停車站包括：鹽釜、松島、鹿島台、小牛田、前谷地、志津川、本吉和南氣仙沼。
  - 5月 - 「南三陸1、4號」與愉快列車「格拉西亞號」於黃金周期間串聯運輸。
- 1992年（平成4年）3月14日 - 引入設有空調設備的車輛。原則上只使用KiHa58形。「南三陸2、3号」以4卡編成（當中2卡編成於盛到發），「南三陸1、4號」以3卡編成運輸（在當日前，通常平日只有2卡編成行走）。
- 1993年（平成5年）12月1日 - 「南三陸2、3號」靠近仙台一方開始連結指定席車輛（連結區間為氣仙沼和仙台之間）。
- 1998年（平成10年）3月14日 - 「南三陸2、3號」的指定席車輛改變方向，並且改變連結位置，改為連結靠近氣仙沼一方。使乘坐指定席的乘客可以直至到達盛之止（靠海的座位是D席）。
- 1999年（平成11年）12月4日 - 「南三陸3號」於星期六及假日增加連結2卡指定席車輛。隨著快速「出湯」改用KiHa110系，「南三陸2、3號」不再與「出湯」共用車輛。
- 2001年（平成13年）
  - 在平日，以前往仙台的女性作為對象，發售了名為「氣仙沼·仙台Ladies車票」（來回車票及來回指定席），價錢為3,000日圓。
  - 12月1日 - 「南三陸2、3號」行走於氣仙沼站至盛站之間的區間廢除。所有班次只行走於氣仙沼至仙台之間。
- 2002年（平成14年）12月1日 - 開始發售來回優惠車票「南三陸·仙台來回車票」（仙台地區則名為「仙台·南三陸來回車票」）。
- 2003年（平成15年）
  - 5月5日 - 在黃金周期間開設臨時「格拉西亞號」之告別班次。
  - 12月25日 - 「南三陸」所有班次的車身不再展示路線牌。變為於車頭顯示方向幕。
- 2007年（平成19年）
  - 3月18日 - 實施時間表修正，「南三陸1、4號」改用KiHa110系。同時直至同年6月前，「南三陸2、3號」的所有車輛都是自由席。
  - 7月1日 - 「南三陸2、3號」改用KiHa110系。並且重新連結指定席車輛。
  - 7月27日 - 開設由View Plaza古川支店主辦的團體列車「再會KiHa28南三陸」，以5卡編成行走，5個車輛分別是KiHa28-2174+KiHa28-2380+KiHa28-2318+KiHa52-盛岡色（盛岡車）+KiHa58-國鐵色（盛岡車）。
- 2008年（平成20年）3月15日 - 實施時間表修正。所需時間縮短8至9分鐘。使行走整段的時間少於2小時。
- 2009年（平成21年）4月25日 - 在當日起至黃金周期間（同年5月6日前），於星期六、日及假日，「南三陸1、4號」連結1卡指定席車輛（2號車廂）（連同本身增加1卡車廂，整個區間以4卡編成行走）。以後逢多客時期也有同樣安排。
- 2010年（平成22年）3月13日 - 「南三陸2、3號」由3卡編成變為整年都是4卡編成。指定席車輛由2號車廂改為4號車廂。同時，「南三陸1、4號」在連結指定席當天，指定席車輛由2號車廂改為4號車廂。「南三陸4號」在小牛田至仙台之間由4卡編成增至5卡編成。
- 2011年（平成23年）
  - 3月11日 - 發生東日本大地震。其中一段行走區間氣仙沼線被海嘯衝毀。當日起，黃昏（3號、4號）以後的班次暫停服務（在4月25日有限度重開）。
  - 8月25日 - 當日發售的時間表中，再沒有出現此列車的班次。

在地震當天，南三陸1號一直停留在氣仙沼站，後來該車輛途經大船渡線和東北本線返回小牛田。

## 相關商品
W車票（企劃回數票，一套兩張）（舊：仙台←→氣仙沼 - 盛來回車票）
- 使用範圍：盛 - 氣仙沼←→仙台
- 途經：東北線、石卷線、氣仙沼線、大船渡線（不可以途經千厩或一之關）

※若額外購買仙台至古川之間的特急票，乘客可使用此回數票及特急票乘坐東北新幹線。
- 費用：3,600日圓
- 有效日期：發售日起1個月有效
- 發售期間：全年
- 使用期間：全年
- 發售地點：仙台分社東北線白石站至石越站之間各站、利府站、青葉通站至石卷站之間各站、北仙台站至愛子站之間各站、古川站、鳴子溫泉站、山下站、亘理站、白石藏王站、栗駒高原站，以及設有綠色窗口的車站、View Plaza、View Plaza仙台團體旅行中心、盛岡分社南氣仙沼、氣仙沼、陸前高田、盛站各站、JR氣仙沼旅行中心

隨著發生東日本大地震，該車票暫停發售。在2012年8月20日，隨著柳津站至氣仙沼駅之間BRT開始運行，該車票再次發售。而使用範圍擴展至大船渡線區間（氣仙沼站至盛站之間）。

## 注腳